# NATOによるボスニア・ヘルツェゴビナ空爆 (1995年)

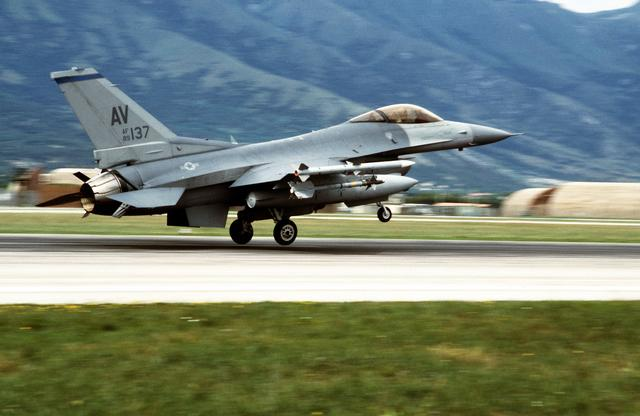
空爆を終え基地に帰投したアメリカ空軍のF-16C

デリバリット・フォース作戦（デリバリット・フォースさくせん、英: Operation Deliberate Force）は、ボスニア・ヘルツェゴビナ紛争の最中の1995年に北大西洋条約機構（NATO）加盟諸国が行った、ボスニア・ヘルツェゴビナのセルビア陸軍に対する空爆及びその防空作戦である。作戦は8月30日から9月20日の間に実行され、15カ国から400機の軍用機と5,000人の兵士が動員された。
作戦に参加する軍用機の大半はアメリカ空軍機（アメリカ軍）で占められていた。

## 概要
紛争末期の1995年、ボスニア・ヘルツェゴビナ領内のセルビア人勢力が首都サラエヴォを狙い迫撃砲弾を発射、市内の市場に落下し市民38人の死者を出した。この地域は国際連合によって決定された、ボスニアの安全地域（非戦闘地域）に含まれていた。
この事件には世界各国から広く抗議の声が上がり、国際連合保護軍の司令官やNATO南部司令官は、アメリカ海軍の原子力空母「セオドア・ルーズベルト」をアドリア海に派遣、NATO軍機も攻撃態勢を整えた。
その後、NATOは数ヶ月間に渡って、セルビアのボスニアへの攻撃活動を阻止する空爆作戦を練り、290機の軍用機をイタリアを中心とする18カ所の基地に配備し、「セオドア・ルーズベルト」でも多くの艦上戦闘機を配備した。配備完了後、デリバリット・フォースの作戦名のもと、空爆作戦が実施された。

## 計画
防空を任務とする軍用機は、ミラージュ2000C、F-16、シーハリアー、F-14であった。またその他に、この作戦での防空制圧を任務とする航空機は、アメリカとスペインのF/A-18、F-16 CHARM、EF-111、EA-6B、トーネードECRであった（この防空制圧のための作戦は、実際にはデッド・アイ作戦 (Operation Dead Eye) と呼ばれる別作戦として扱われる事もある）。
また、外部では、アメリカ、フランス、イタリアのKC-135、イギリスのL-1011、スペインのKC-130による空中給油支援、F-14、ミラージュF1CR、ジャギュア、ミラージュ2000偵察型、オランダのF-16A偵察型、ハリアー偵察型、シーハリアー偵察型、RQ-1 プレデターによる偵察支援、RC-135、EP-3、ES-3、C-160、DC-8軍用型による電子妨害支援、フランスのE-3、アメリカのE-2Cによる空中警戒支援もおこなわれた。
計画において、特にセルビア軍の対空砲と地対空ミサイルに関してはかなり慎重に作戦が練られた。これらの地上兵器は、作戦前にF-16、シーハリアー、G.222を撃墜していたためである。そのため計画検討の際から、空爆攻撃の任務執行と同時に、これらの兵器を排除・停止する努力もすることになっていた。

## 作戦の経緯

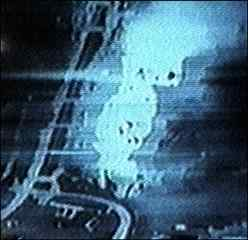
アメリカ軍機が撮影したセルビア軍施設の攻撃目標

作戦は、1995年8月30日午前2時頃、「セオドア・ルーズベルト」から出撃したF/A-18C、アヴィアーノ空軍基地から出撃したF-16Cによる空爆によって開始された。外部では、EA-6B、EF-111、EC-130も支援をしていた。作戦上初めての攻撃は、SAMとセルビア軍の指揮施設に対するものであった。
作戦中の9月1日から、NATO軍はセルビア軍に対し、48時間の交渉時間と攻撃中断の機会を与えた。交渉には、フランス軍のベルナール・ジャンヴィエール中将と、スルプスカ共和国軍司令官のラトコ・ムラディッチ大将があたった。交渉はしばらく続いたが、進展が見られなくなったため、NATO軍は9月5日から空爆を再開した。9月5日頃からの攻撃では、クロアチア共和国軍も北部での攻撃を開始し、ヴィテーズからセルビア軍を排除しようと躍起になっていた。
その後も作戦は続き、セルビア軍はかなりの被害を受けた。9月14日にムラディッチ大将は停戦に合意、サラエヴォ市内へのNATOの立ち入りを許可し、重火器も引き上げはじめた。その後もNATO軍による空中監視は続いた。しかし、10月に入りセルビア軍側が停戦条件を破り、NATO軍は再びセルビア軍に対する小規模な攻撃を再開している。
1995年11月に、オハイオ州デイトンでセルビア系、ボスニア系、クロアチア系の政治主導者が停戦合意に調印、事実上戦闘は終結した（デイトン合意）。完全な紛争終結は10月13日である。